# Église Saint-Hilaire de Saint-Thierry
L' église de Saint-Thierry  est un édifice religieux du diocèse de Reims datant du XIIe siècle.

## Historique
Elle date du XIIe siècle et a été endommagée lors de la Première Guerre mondiale, durant laquelle a brûlé la tribune d'orgues du XVe siècle qui était classée. Le portail est précédé par un porche champenois.
L'église est classée au titre des monuments historiques par arrêté du 20 juillet 1921.

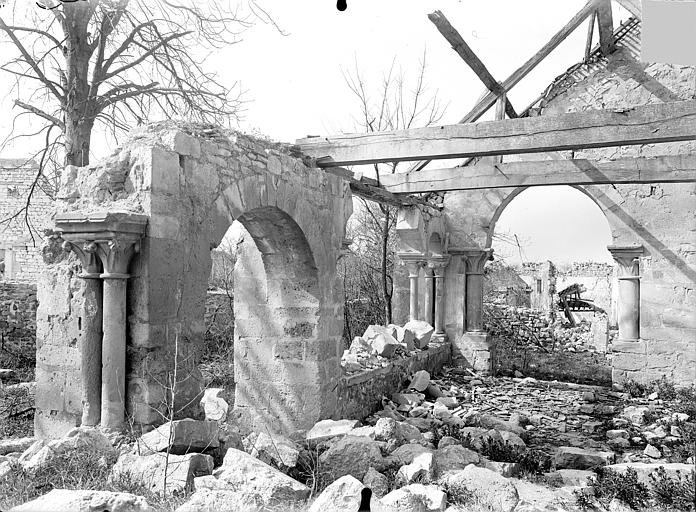
Destructions de la Grande Guerre.

## Galerie d'images

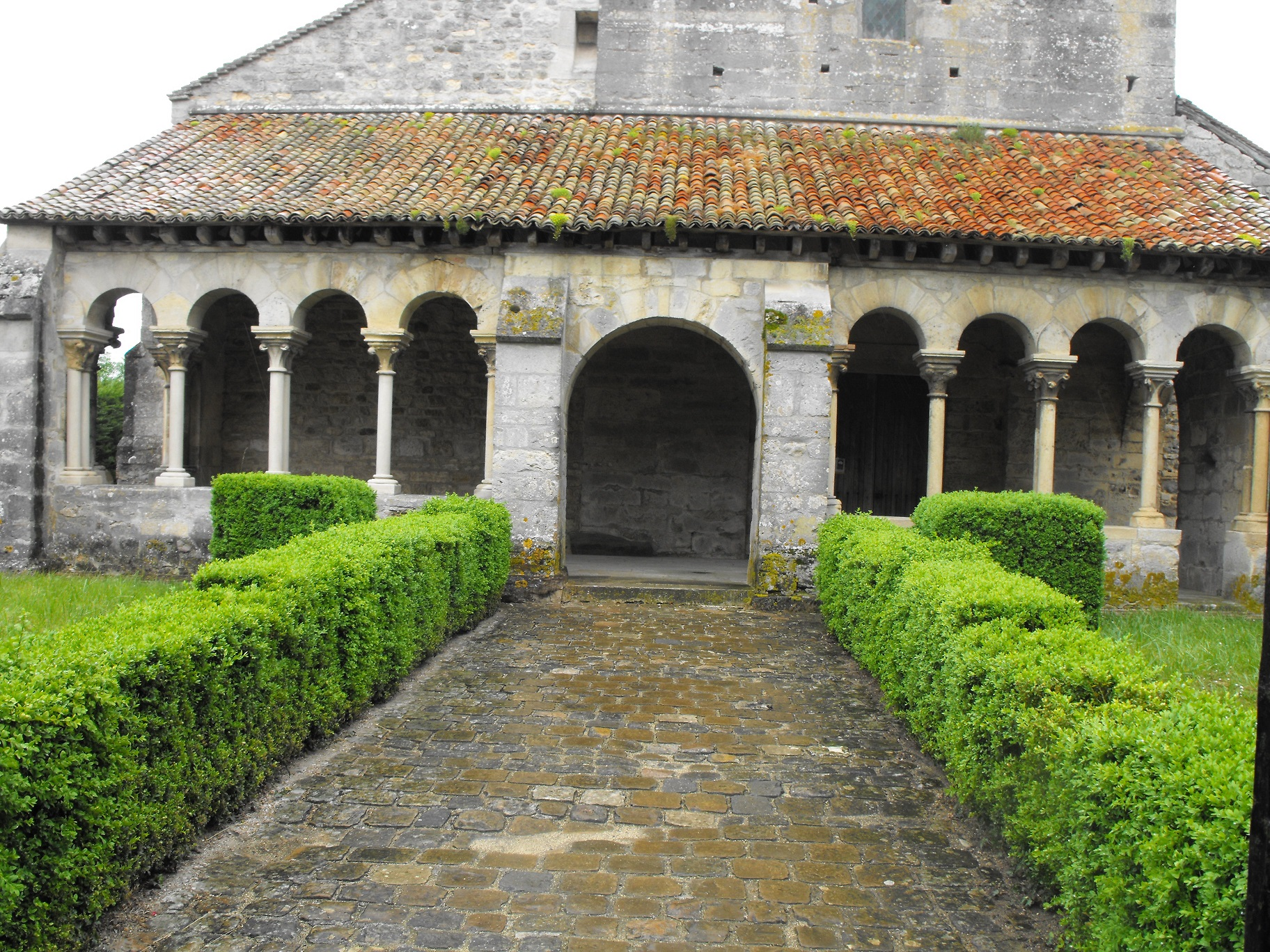
Porche dit "champenois" de l'église paroissiale[1].
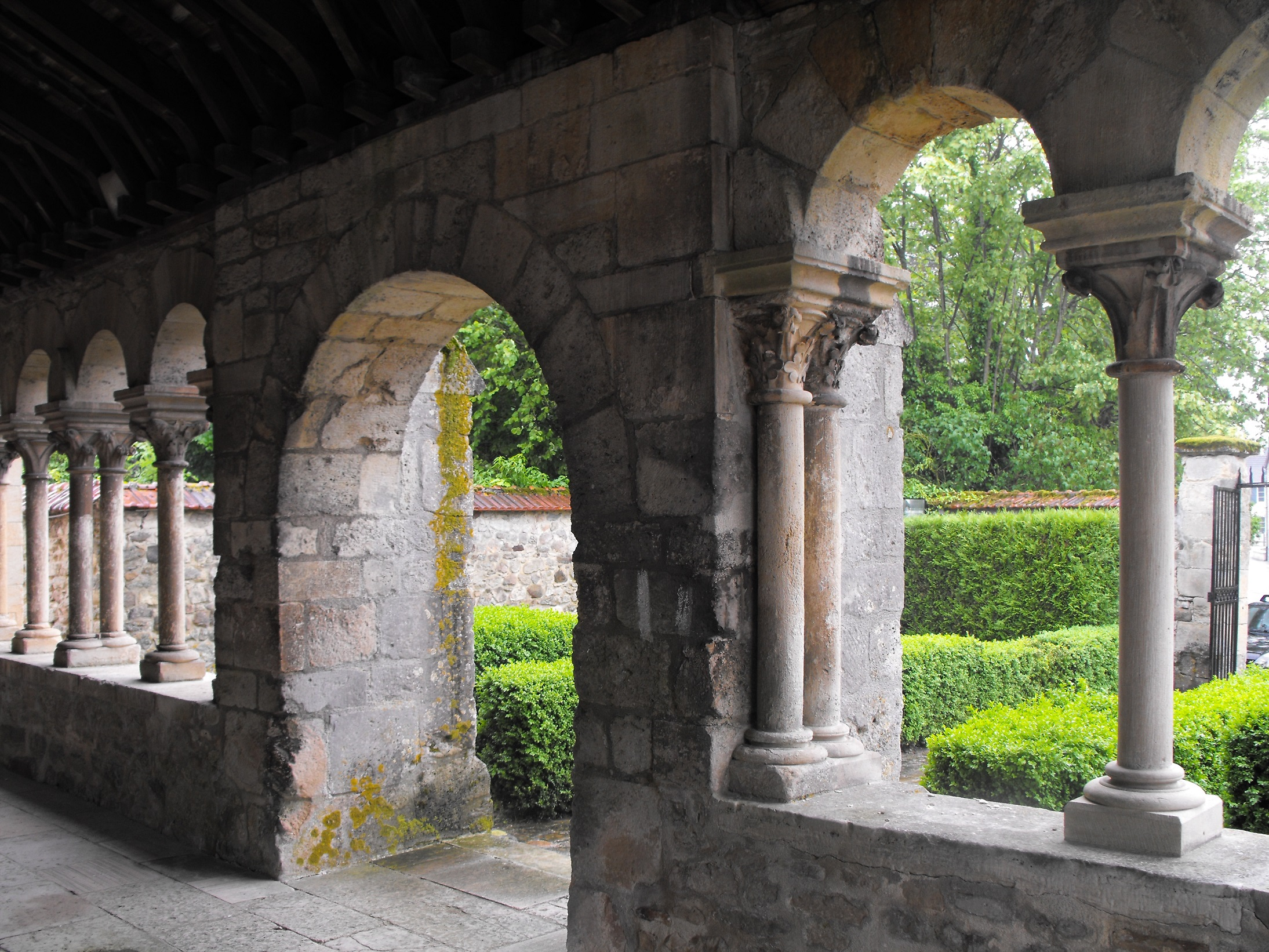
L'intérieur de la galerie, porche.

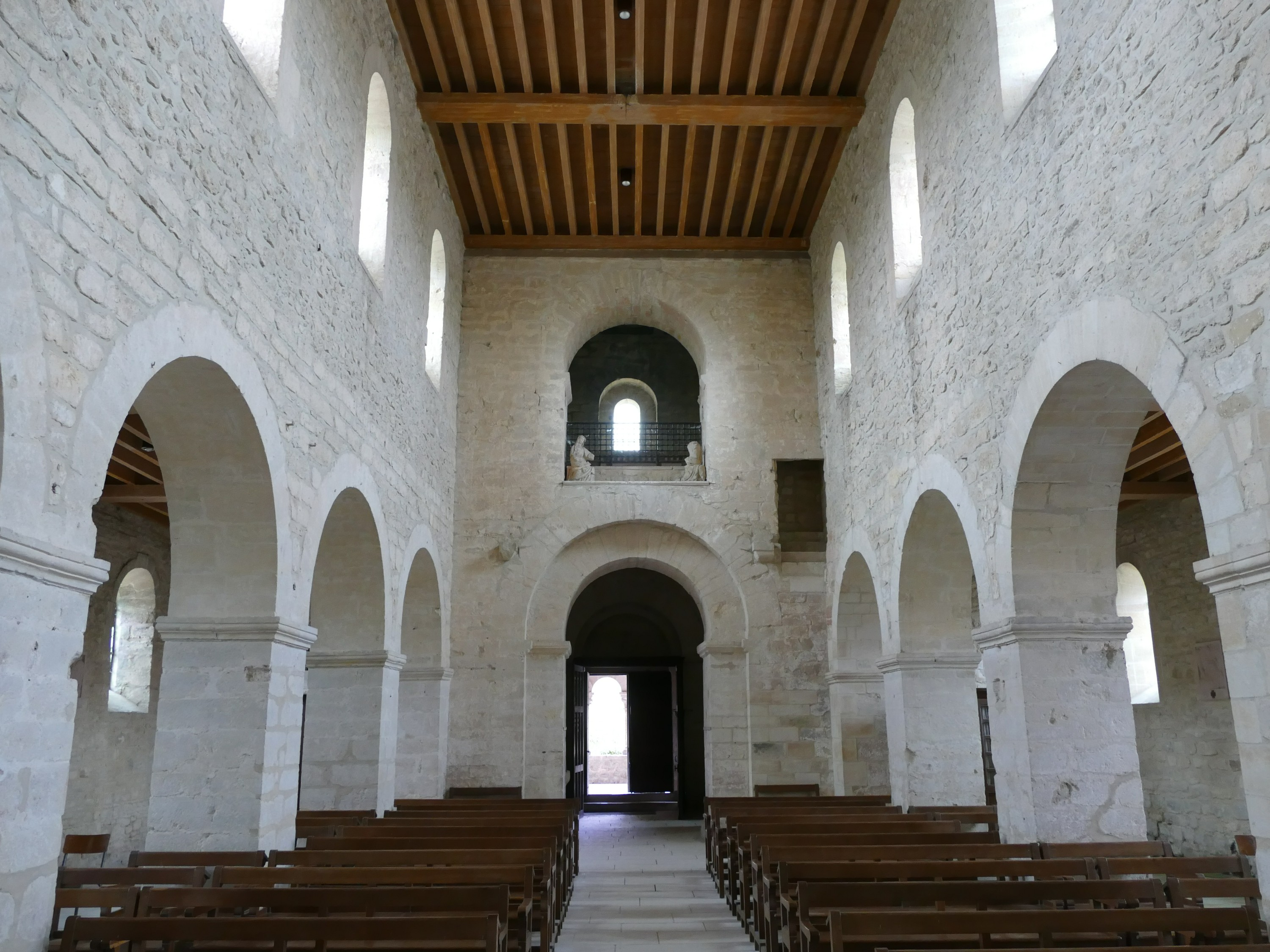
La nef.
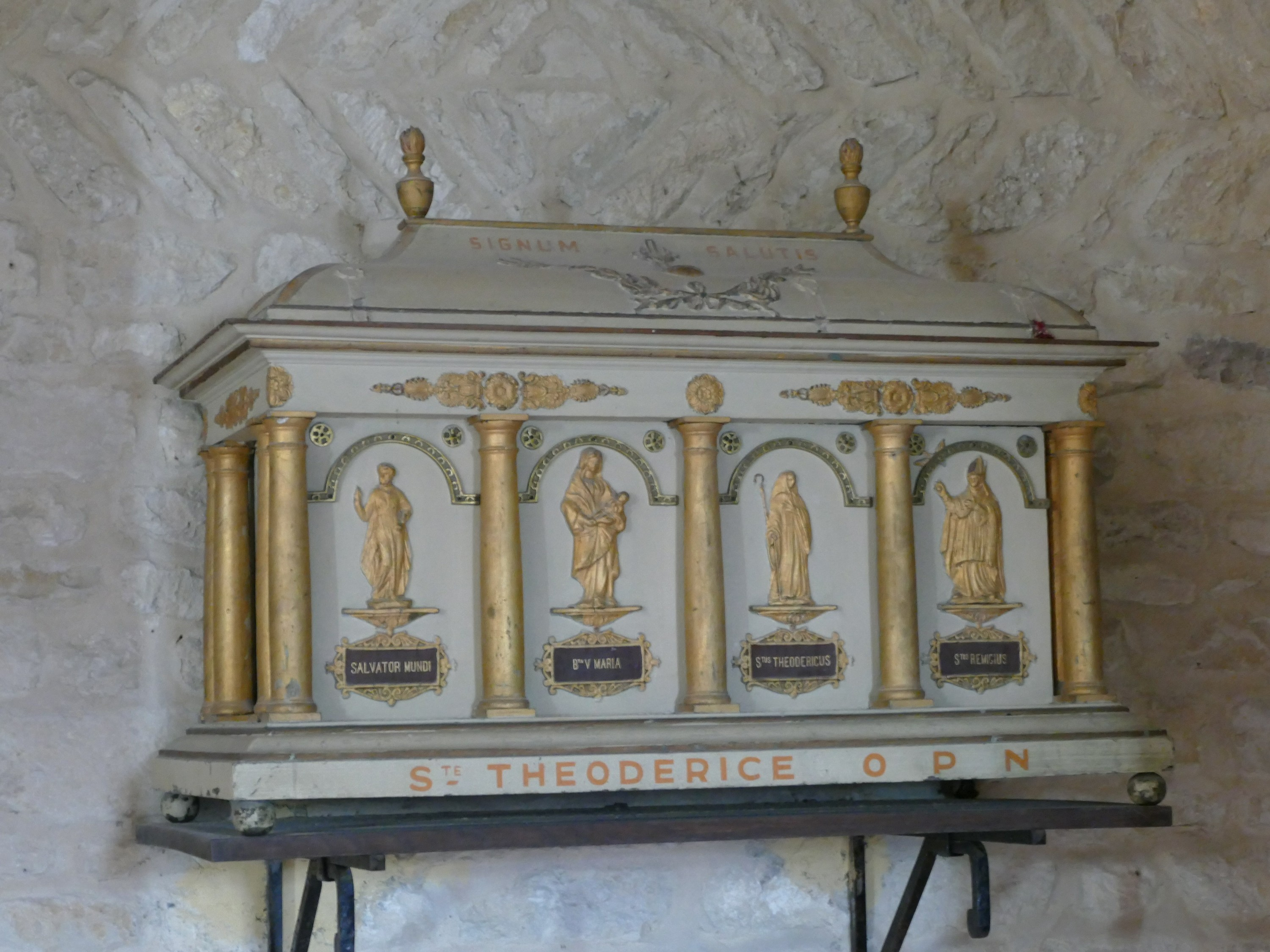
Châsse.
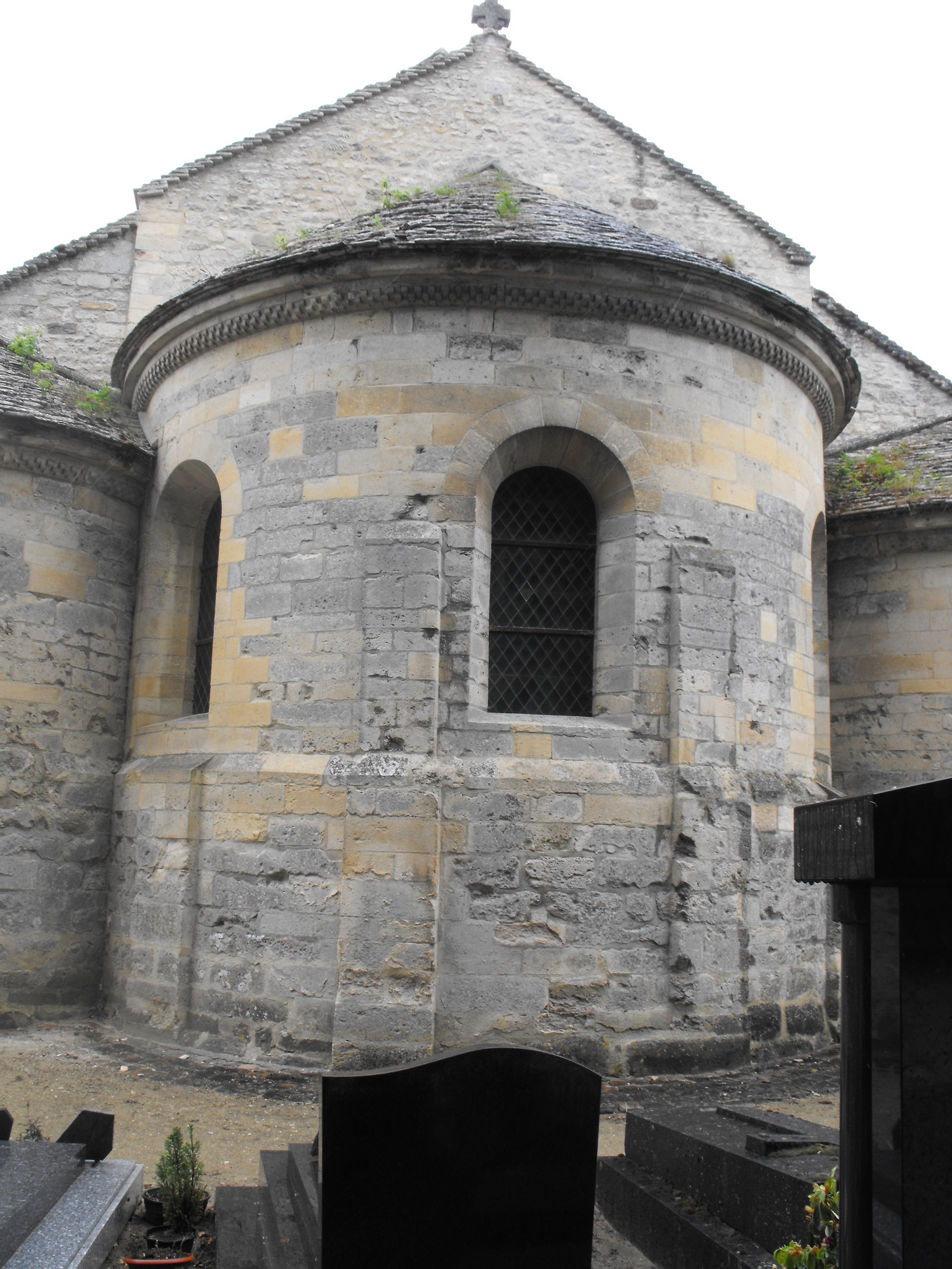
L'abside.